# Havasgáld
Havasgáld (avagy Középgáld, románul: Întregalde, németül: Koliben) falu Romániában, Erdélyben, Fehér megyében.

## Fekvése
Az Erdélyi-érchegységben, a Gáld patak felső völgyében,  Gyulafehérvártól északnyugatra, Havasgyógy és Felsőgáld között fekvő település.

## Története
A falut 1525-ben említette először oklevél Olahgald néven.
1808-ban Intragolo, Koliben, 1861-ben Intra-Gáld, 1913-tól Havasgáld néven írták.
A trianoni békeszerződés előtt Alsó-Fehér vármegye Tövisi járásához tartozott.
1910-ben 1686 lakosából 1674 fő román, 4 magyar volt. A népességből 1547 görögkatolikus, 136 görögkeleti ortodox volt.
A 2002-es népszámláláskor 94 lakosa közül mind román volt.

## Nevezetességek
- Ortodox fatemplom
- Havasgáldi szoros

## Képek

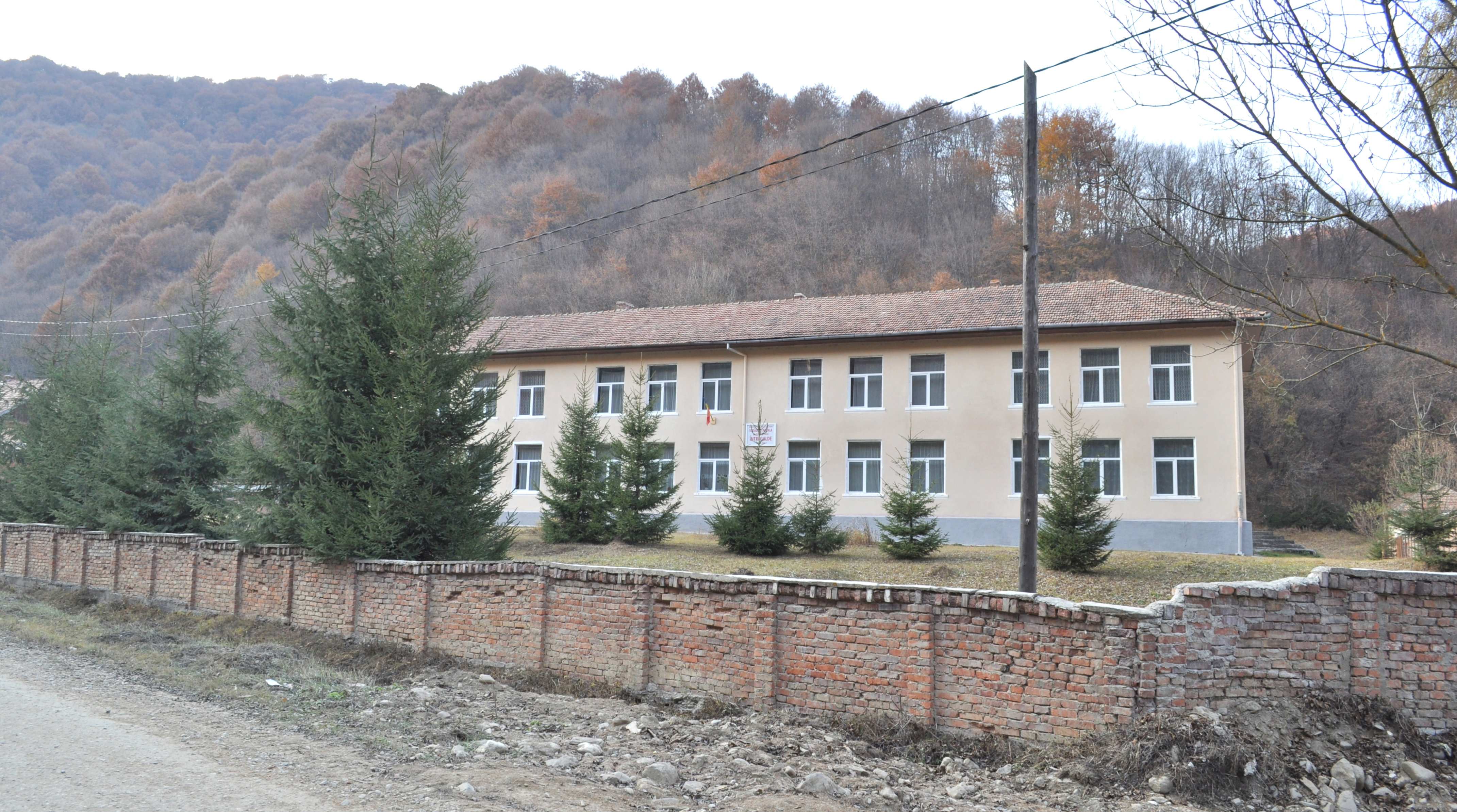
Iskola
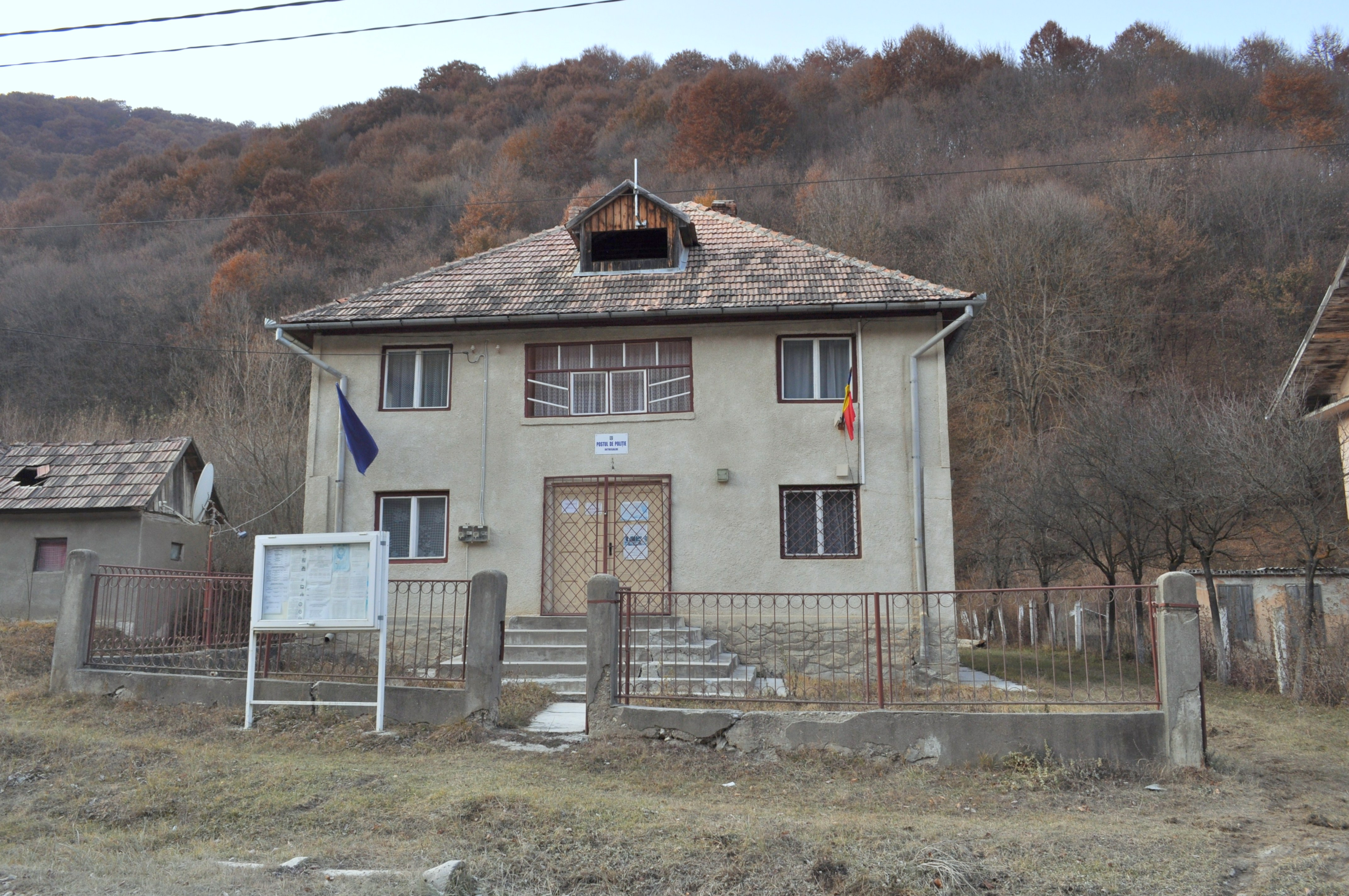
Rendőrség
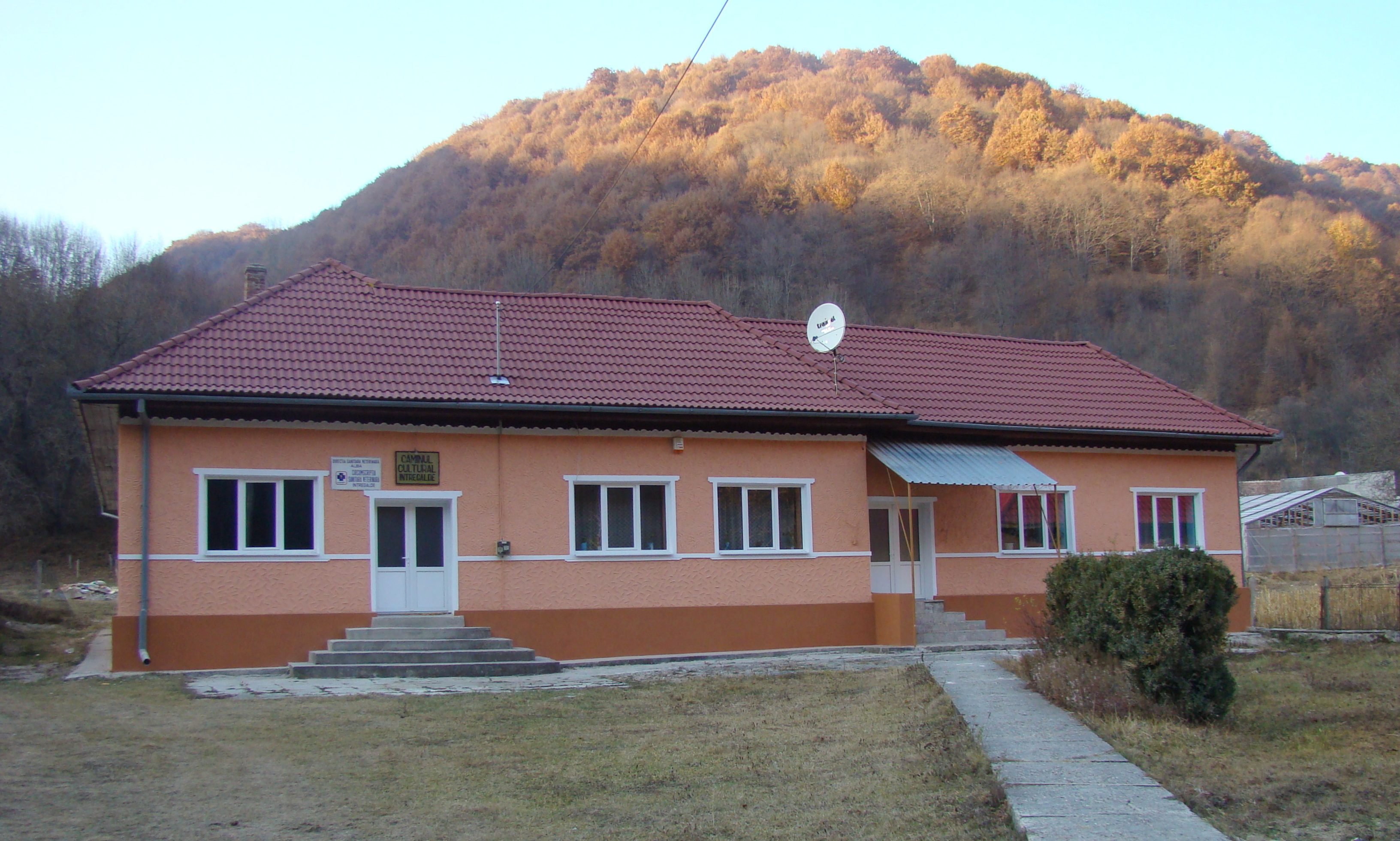
Néprajzi kiállítás
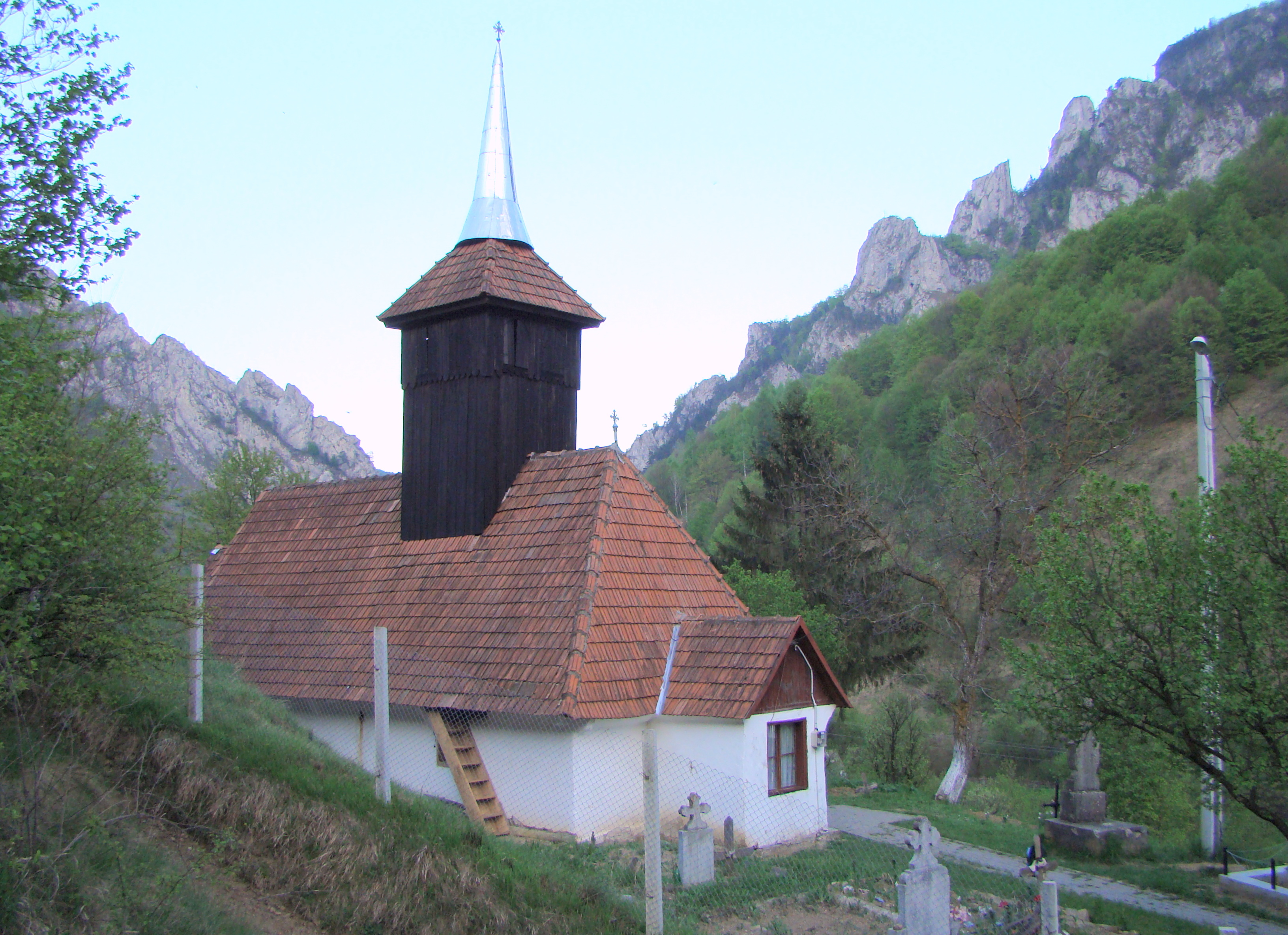
Görögkatolikus fatemplom
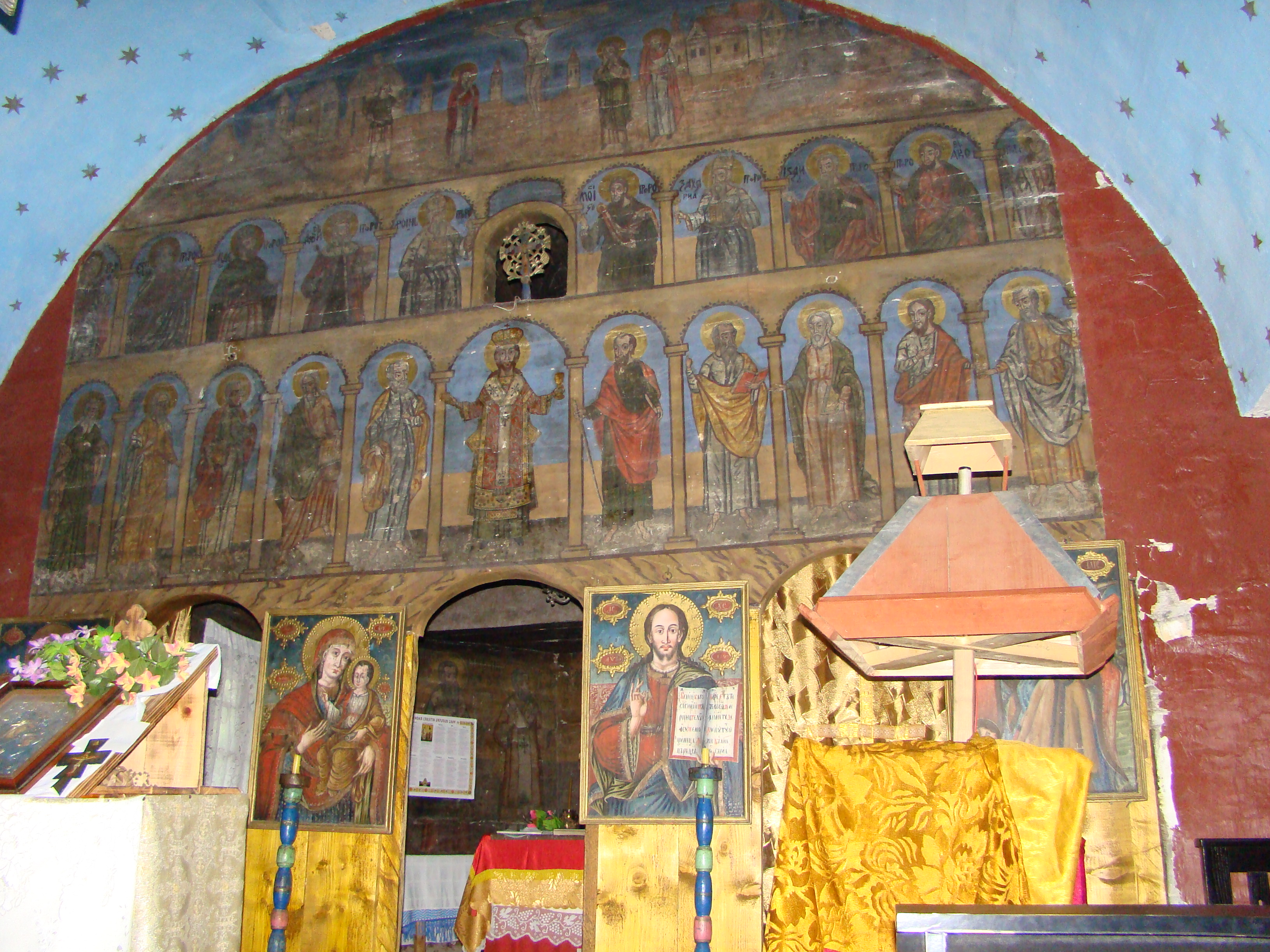
Ikonosztáz
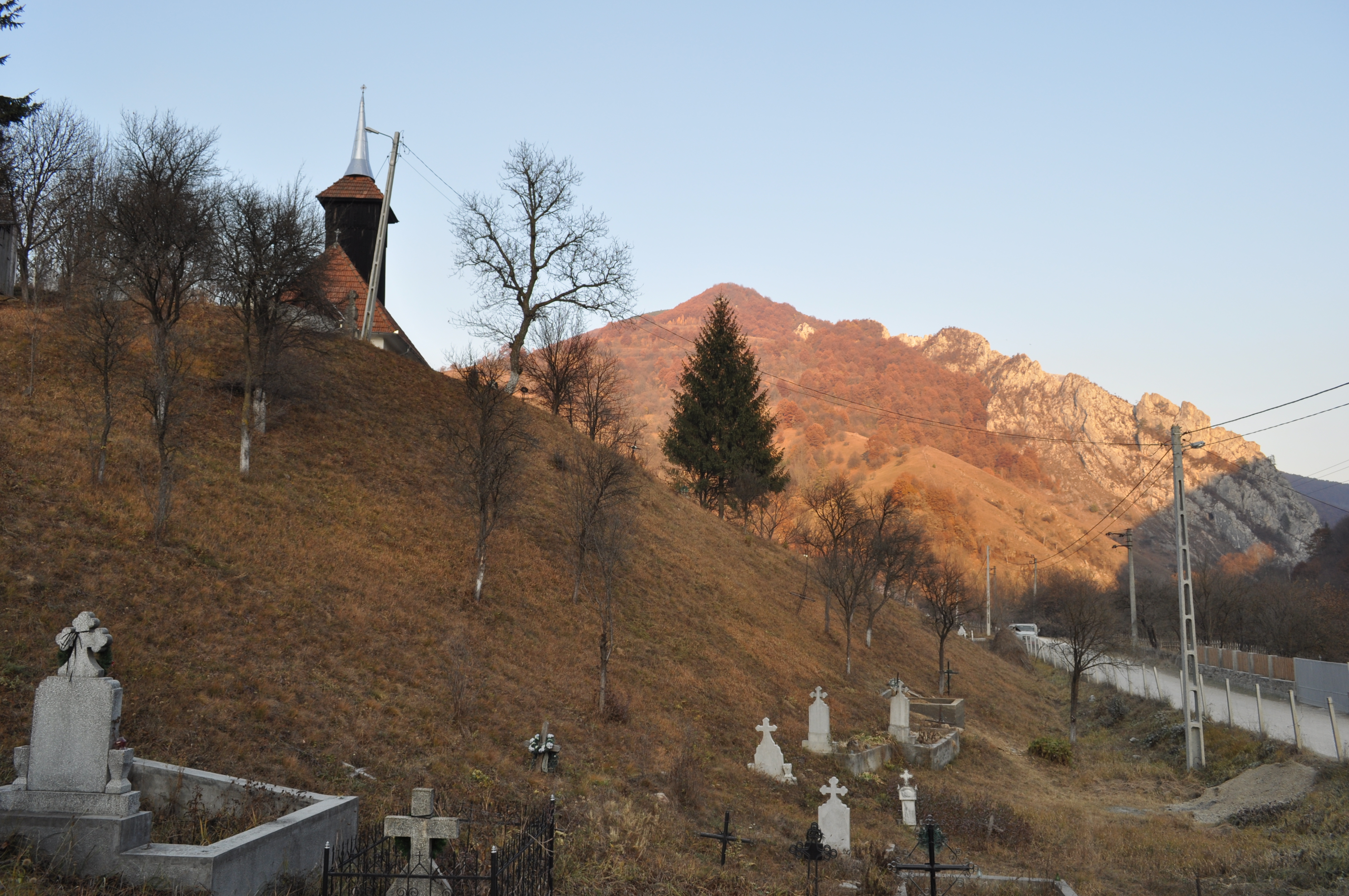
Temető